# Chrysella
Chrysella is een monotypisch geslacht van roesten uit de familie Pucciniaceae. Het bevat alleen Chrysella mikaniae.